# Daniel Hartmann (Bürgermeister)
Daniel Hartmann (* 15. Januar 1977 in Beverungen) ist ein deutscher Politiker (parteilos). Er ist seit 2020 hauptamtlicher Bürgermeister der westfälischen Kreisstadt Höxter.

## Leben
Daniel Hartmann absolvierte seine Ausbildung in der Finanzverwaltung NRW. Von 2001 bis 2004 folgte ein Studium an der Fachhochschule für Finanzen NRW Nordkirchen.

## Bürgermeisteramt
Bei der Bürgermeisterwahl 2020 wurde Daniel Hartmann mit 52,56 Prozent der gültigen Stimmen in einer Stichwahl, die er gegen den ebenfalls parteilosen Kandidaten Daniel Razat gewann, zum neuen Bürgermeister gewählt. 